# سوفي هولتن
سوفي هولتن (بالدنماركية: Sophie Holten)‏ هي رسامة دنماركية، ولدت في 12 أغسطس 1858 في Skuldelev ‏ في الدنمارك، وتوفيت في 5 يونيو 1930 في روسكيلدا في الدنمارك.